# Señal de teléfono móvil

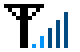
Las "barras" en un teléfono móvil para mostrar la intensidad de la señal.

Una señal de teléfono móvil (también conocida como recepción y servicio) es la potencia de la señal medida en dBm recibida por un teléfono móvil desde una red celular (en el enlace descendente). Dependiendo de varios factores, como la proximidad a una torre de telecomunicaciones, cualquier obstrucción como edificios o árboles, etcétera, la intensidad de esta señal variará. La mayoría de los dispositivos móviles usan un conjunto de barras de altura creciente para mostrar la potencia aproximada de esta señal recibida al usuario del teléfono móvil. Tradicionalmente se usan cinco barras.  
Generalmente, una señal fuerte de un teléfono móvil es más probable en un área urbana, aunque estas áreas también pueden tener algunas "zonas muertas", donde no se puede obtener ninguna recepción. Las señales celulares están diseñadas para resistir la recepción multicamino, que muy probablemente sea causada por el bloqueo de una ruta de señal directa por edificios grandes, como torres de gran altura. Por el contrario, muchas áreas rurales o escasamente habitadas carecen de señal o tienen una recepción marginal muy débil; muchos proveedores de servicios de telefonía móvil están intentando instalar torres en aquellas áreas con más probabilidades de ser ocupadas por los usuarios, como a lo largo de las principales autopistas. Incluso algunos parques nacionales y otros destinos turísticos populares lejos de las áreas urbanas ahora tienen recepción de teléfonos celulares, aunque la ubicación de torres de radio dentro de estas áreas normalmente está prohibida o estrictamente regulada, y a menudo es difícil de arreglar.
En áreas donde la recepción de la señal normalmente sería fuerte, otros factores pueden tener un efecto en la recepción o pueden causar fallas completas (ver interferencia de RF). Desde el interior de un edificio con paredes gruesas o de construcción principalmente metálica (o con barras de refuerzo densas en concreto), la atenuación de la señal puede evitar el uso de un teléfono móvil.  Las áreas subterráneas, como los túneles y las estaciones de metro, carecerán de recepción a menos que estén conectadas por señales de celular. También puede haber lagunas donde los contornos del servicio de las estaciones base individuales (torres de telefonía móvil) del proveedor de servicios móviles (y/o sus socios de itinerancia) no se superponen por completo.
Además, las condiciones meteorológicas pueden afectar la intensidad de una señal, debido a los cambios en la propagación de la radio causados por las nubes  (particularmente nubes de tormenta altas y densas que causan la reflexión de la señal), la precipitación y las inversiones de temperatura. Este fenómeno, que también es común en otras bandas de radio VHF, incluida la transmisión de FM, también puede causar otras anomalías, como una persona en San Diego "vagando" en una torre mexicana desde la frontera de Tijuana o alguien en Detroit "itinerante" en una torre canadiense ubicada a la vista sobre el río Detroit en Windsor. Estos eventos pueden ocasionar que se facture al usuario por el uso "internacional" a pesar de estar en su propio país, aunque las empresas de telefonía móvil pueden programar sus sistemas de facturación para volver a calificarlos como uso doméstico cuando se produce en un sitio de célula extranjera que se sabe con frecuencia causa tales problemas para sus clientes.
El volumen del tráfico de red también puede causar el bloqueo o la pérdida de llamadas debido a un desastre u otro evento de llamada masiva que sobrecarga la cantidad de canales de radio disponibles en un área o la cantidad de circuitos telefónicos que conectan y se conectan a la red telefónica conmutada general.

## Zonas muertas

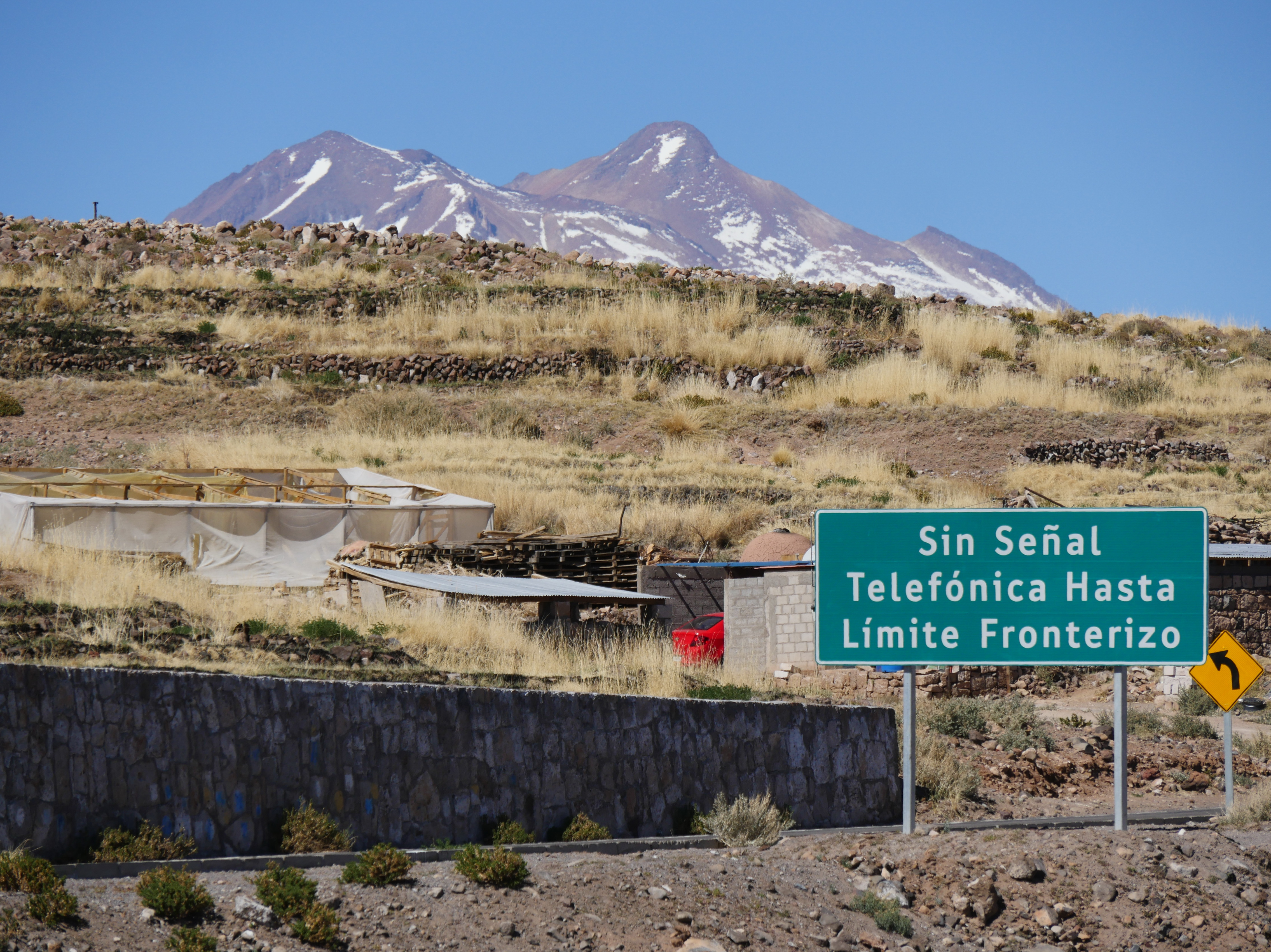
Letrero caminero en el altiplano chileno indicando una próxima área sin señal telefónica.

Las áreas donde los teléfonos móviles no pueden transmitir a un sitio móvil, una estación base o un repetidor móvil cercanos se conocen como zonas muertas. En estas áreas, se dice que el teléfono móvil se encuentra en estado de corte. Las zonas muertas suelen ser áreas donde el servicio de telefonía móvil no está disponible porque la señal entre el teléfono y las antenas del sitio móvil está bloqueada o severamente reducida , generalmente por terrenos montañosos, follaje denso o distancia física.
Varios factores pueden crear zonas muertas, que pueden existir incluso en ubicaciones en las que un operador de red móvil ofrece cobertura, debido a limitaciones en la arquitectura de red celular (ubicaciones de antenas), densidad de red limitada, interferencia con otros sitios móviles y topografía. Dado que los teléfonos celulares dependen de las ondas de radio, que viajan por el aire y se atenúan fácilmente (especialmente a frecuencias más altas), los teléfonos móviles pueden ser poco fiables a veces. Al igual que otras transmisiones de radio, las llamadas de teléfonos móviles pueden verse interrumpidas por edificios grandes, terrenos, árboles u otros objetos entre el teléfono y la base más cercana. Los proveedores de redes celulares trabajan continuamente para mejorar y actualizar sus redes con el fin de minimizar las llamadas perdidas, las fallas de acceso y las zonas muertas (que llaman "agujeros de cobertura" o "áreas sin servicio"). Para los operadores de redes virtuales móviles (MVNO, por sus siglas en inglés), la calidad de la red depende completamente de la red de host para el teléfono particular en cuestión. Algunos MVNO usan más de un host, que incluso pueden tener diferentes tecnologías (por ejemplo, diferentes teléfonos Tracfone usan CDMA y 1xRTT en Verizon Wireless, o GSM y UMTS en AT&T Mobility).
Las zonas muertas se pueden rellenar con microcélulas, mientras que las picocélulas pueden manejar áreas aún más pequeñas sin causar interferencia a la red más grande. Las microcélulas personales, como las de un hogar, se llaman femtoceldas, y generalmente tienen el alcance de un teléfono inalámbrico, pero es posible que no se puedan usar con un teléfono MVNO. Se puede configurar un sistema similar para realizar la captura de llamadas internas, que evita el uso de teléfonos celulares de contrabando en una prisión. Estos aún completan llamadas a usuarios preautorizados o autorizados, como el personal penitenciario, sin violar las leyes de bloqueo. Estos sistemas deben diseñarse cuidadosamente para evitar la captura de llamadas desde el exterior de la prisión, lo que en efecto crearía una zona muerta para los transeúntes que se encuentren afuera.
En caso de un desastre que cause zonas muertas temporales, se puede ingresar una célula sobre ruedas hasta que se pueda restaurar la infraestructura de telecomunicaciones local. Estas unidades portátiles también se utilizan donde se esperan grandes reuniones para manejar la carga extra.

## Llamadas perdidas
Una llamada interrumpida es un término común utilizado y expresado por los suscriptores de llamadas de teléfonos móviles inalámbricos cuando una llamada se interrumpe (desconecta) abruptamente durante la mitad de la conversación. Esto sucede con menos frecuencia hoy de lo que hubiera sido a principios de la década de 1990. La terminación ocurre inesperadamente y está influenciada por una serie de razones diferentes, como "zonas muertas". En círculos técnicos, se llama una liberación anormal.
Una razón para que una llamada sea "eliminada" es si el suscriptor de teléfono móvil viaja fuera del área de cobertura: la(s) torre(s) de radio de la red celular. Después de que se haya completado una conexión telefónica entre dos suscriptores, [la aclaración necesaria] debe permanecer dentro del alcance de ese proveedor de red de suscriptores o esa conexión se perderá (se descartará). No todas las torres de telefonía celular son propiedad de la misma compañía telefónica (aunque esto no es cierto para todas las ubicaciones) se mantienen en la red de otra compañía (ya que las llamadas no se pueden redirigir a través de la red telefónica tradicional en progreso), en la terminación de la llamada una vez que no se puede mantener una señal entre el teléfono y la red original.
Otra razón común es cuando un teléfono se lleva a un área donde la comunicación inalámbrica no está disponible, se interrumpe, interfiere o se atasca . Desde la perspectiva de la red, esto es lo mismo que el móvil que se retira del área de cobertura.
Ocasionalmente, las llamadas se descartan al transferirlas entre las celdas dentro de la red del mismo proveedor, lo que se conoce como handover. Esto puede deberse a un desequilibrio de tráfico entre las áreas de cobertura de los dos sitios celulares. Si el nuevo sitio celular está en capacidad, no puede aceptar el tráfico adicional de la llamada que intenta "entregar". También puede deberse a que la configuración de la red no está configurada correctamente, de modo que un sitio celular no está "al tanto" de la celda a la cual el teléfono está tratando de transferir. Si el teléfono no puede encontrar una celda alternativa para moverse que pueda hacerse cargo de la llamada, la llamada se perderá.
La interferencia cocanal y de canal adyacente también puede ser responsable de las llamadas interrumpidas en una red inalámbrica.  Las celdas vecinas con las mismas frecuencias interfieren entre sí, deteriorando la calidad del servicio y produciendo llamadas perdidas. Los problemas de transmisión también son una causa común de llamadas caídas. Otro problema puede ser un transceptor defectuoso dentro de la estación base.
Las llamadas también se pueden cancelar si un teléfono móvil en el otro extremo de la llamada pierde energía de la batería y deja de transmitir de forma abrupta.
Las manchas solares y las llamaradas solares raramente son culpables por causar interferencia que ocasiona la caída de llamadas, ya que una gran tormenta geomagnética podría causar tal interrupción (excepto los teléfonos satelitales).
Experimentar demasiadas llamadas perdidas es una de las quejas más frecuentes de los clientes que reciben los proveedores de servicios inalámbricos. Han intentado abordar la queja de varias maneras, incluida la expansión de la cobertura de su red doméstica, el aumento de la capacidad de la red y el ofrecimiento de reembolsos por llamadas perdidas individuales.
Se fabrican varios sistemas de refuerzo de señal para reducir problemas debido a llamadas perdidas y zonas muertas. Muchas opciones, como unidades inalámbricas y antenas, están destinadas a ayudar a fortalecer las señales débiles Repetidorcelular.

## ASU
La Unidad de Fuerza Arbitraria (ASU) es un valor entero proporcional a la intensidad de la señal recibida medida por el teléfono móvil. Es posible calcular la intensidad real de la señal medida en dBm (y con ello potencia en vatios) mediante una fórmula.  Sin embargo, hay diferentes fórmulas para redes 2G, 3G y LTE.
- En redes GSM , ASU mapea a RSSI (indicador de intensidad de señal recibida, ver TS 27.007[2] subcláusula 8.5).

dBm = 2 × ASU - 113, ASU en el rango de 0..31 y 99 (para desconocido o no detectable).
- En las redes UMTS , ASU se correlaciona con el nivel RSCP (potencia de código de señal recibida, ver TS 27.007[2] subcláusula 8.69 y TS 25.133 subcláusula 9.1.1.3).

dBm = ASU - 116, ASU en el rango de -5..91 y 255 (para datos desconocidos o no detectables).
- En redes LTE, ASU mapea a RSRP (potencia recibida de la señal de referencia, ver TS 36.133, sub-cláusula 9.1.4). El rango válido de ASU es de 0 a 97. Para el rango de 1 a 96, ASU se asigna a

(ASU - 141) ≤ dBm <(ASU - 140).
El valor de 0 se asigna a RSRP por debajo de -140 dBm y el valor de 97 a RSRP por encima de -44 dBm.
Sin embargo, en dispositivos Android, la fórmula GSM original puede prevalecer para UMTS. Herramientas como Network Signal Info pueden mostrar directamente la intensidad de la señal (en dBm), así como la ASU subyacente.
ASU no debe confundirse con "Active Set Update" (actualización de conjunto activo), que es un mensaje de señalización utilizado en los procedimientos de traspaso de las normas de telefonía móvil UMTS y CDMA. En los teléfonos con Android, el acrónimo ASU no tiene nada que ver con la actualización del conjunto activo. No ha sido declarado precisamente por los desarrolladores de Google.